# Club de Fútbol Ciudad de Murcia "B"
El Club de Fútbol Ciudad de Murcia B fue un club de fútbol de España, de la ciudad de Murcia en Provincia de Murcia. Fue fundado en el año 2002 y surgió con la idea de suministrar jugadores para la primera plantilla del club. Desapareció cuando el primer equipo se trasladó a Granada, pues este era un equipo dependiente del primero.

## Historia
El Club de Fútbol Ciudad de Murcia B se fundó en 2002.
En la temporada 2005-2006 debuta en la Tercera división española.
Tras la compra del primer equipo, el CF Ciudad de Murcia, desaparece.

## Uniforme
- Uniforme titular: Camiseta rojinegra, pantalón negro, medias negras.
- Uniforme alternativo: Camiseta amarilla con detalles negros, pantalón negro y medias negras.

## Estadio
Complejo Municipal José Barnés, con capacidad para 2.500 personas.

## Datos del club
- Temporadas en 2ª: 0
- Temporadas en 2ªB: 0
- Temporadas en 3ª: 2
- Mejor puesto en la liga: 10º (Tercera división española temporada 2005/06)
- Peor puesto en la liga: 12º (Tercera división española temporada 2006/07)

## Palmarés
- No ganó ningún campeonato.

- Datos: Q8347173